# What Happened to Us
What Happened to Us è un brano musicale della cantante australiana Jessica Mauboy, con la collaborazione del cantante britannico Jay Sean. È stato scritto da Sean, Josh Alexander, Billy Steinberg, Jeremy Skaller, Rob Larow, Khaled Rohaim e Israel Cruz, ed è stato pubblicato come terzo singolo estratto dall'album Get 'Em Girls il 10 marzo 2011.
Un remix di What Happened to Us è stato prodotto dal team OFM e pubblicato l'11 aprile 2011. Una versione differente del brano con la collaborazione di Stan Walker, è invece stata resa disponibile il 29 maggio 2011.
What Happened to Us è entrato nella classifica ARIA Singles Chart alla quattordicesima posizione ed è stato certificato disco di platino dalla Australian Recording Industry Association (ARIA). È stato prodotto un video musicale diretto da Mark Alston, in cui Mauboy e Sean interpretano il ruolo di due ex amanti. Il video è stato presentato su YouTube il 10 febbraio 2011.

## Tracce
- Digital download[1]

1. What Happened to Us featuring Jay Sean – 3:19
2. What Happened to Us featuring Jay Sean (Sgt Slick Remix) – 6:33
3. What Happened to Us featuring Jay Sean (Just Witness Remix) – 3:45

- CD single

1. What Happened to Us featuring Jay Sean (Album Version) – 3:19
2. What Happened to Us featuring Jay Sean (Sgt Slick Remix) – 6:33
3. What Happened to Us featuring Jay Sean (OFM Remix) – 3:39

- Digital download – Remix[5]

1. What Happened to Us featuring Jay Sean (OFM Remix) – 3:38

- Digital download[6]

1. What Happened to Us featuring Stan Walker – 3:20

## Classifiche
| Classifica (2011)  | Posizione |
| ------------------ | --------- |
| ARIA Singles Chart | 14        |